# 陶希晋
陶希晋（1908年—1992年），男，江苏溧阳人。中华人民共和国法学家、政治人物。

## 生平
早年肄业于中央大学法学院，后任江宁区反蒋暴动行动委员会主任。1932年，担任中共石家庄市委书记等职，后任中共晋冀鲁豫军区、华北人民政府秘书长。1954年，担任中央人民政府政务院副秘书长。